# تاريخ الدولار الأمريكي
يغطي تاريخ الدولار الأمريكي أكثر من 240 عامًا مذ أذن الكونغرس القاري للولايات المتحدة بإصدار العملة القارية في عام 1775. في 2 أبريل 1792، استحدث كونغرس الولايات المتحدة الدولار الأمريكي كوحدة قياسية مالية موحدة في البلاد. وقد شاع مسبقًا مصطلح دولار منذ الفترة الاستعمارية عند الإشارة إلى عملة الثمانية (الدولار الإسباني) التي استخدمها الإسبان في مختلف أنحاء إسبانيا الجديدة.

## خلفية

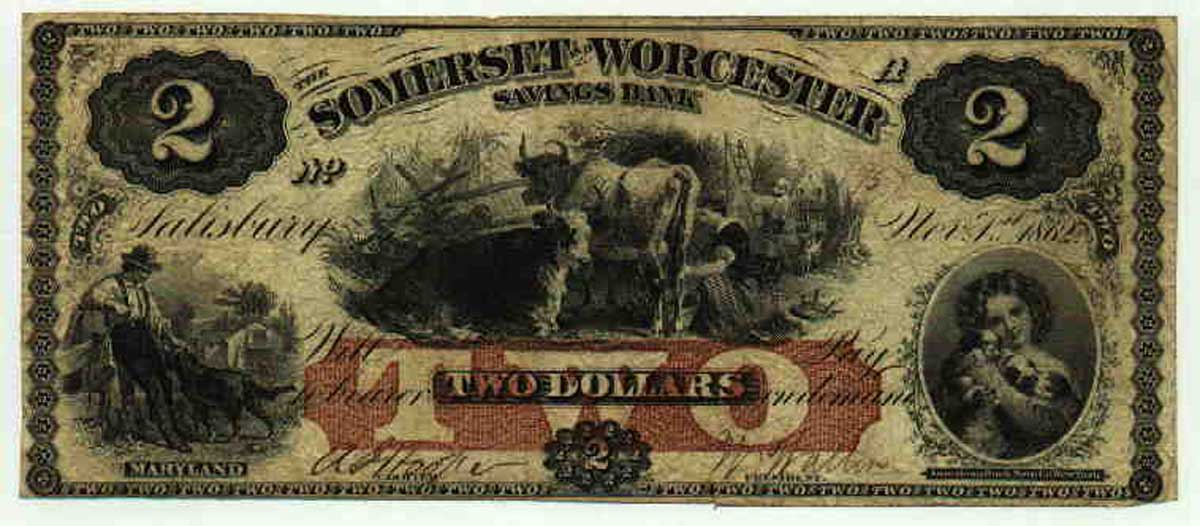
دولاران، الأول من نوفمبر 1862

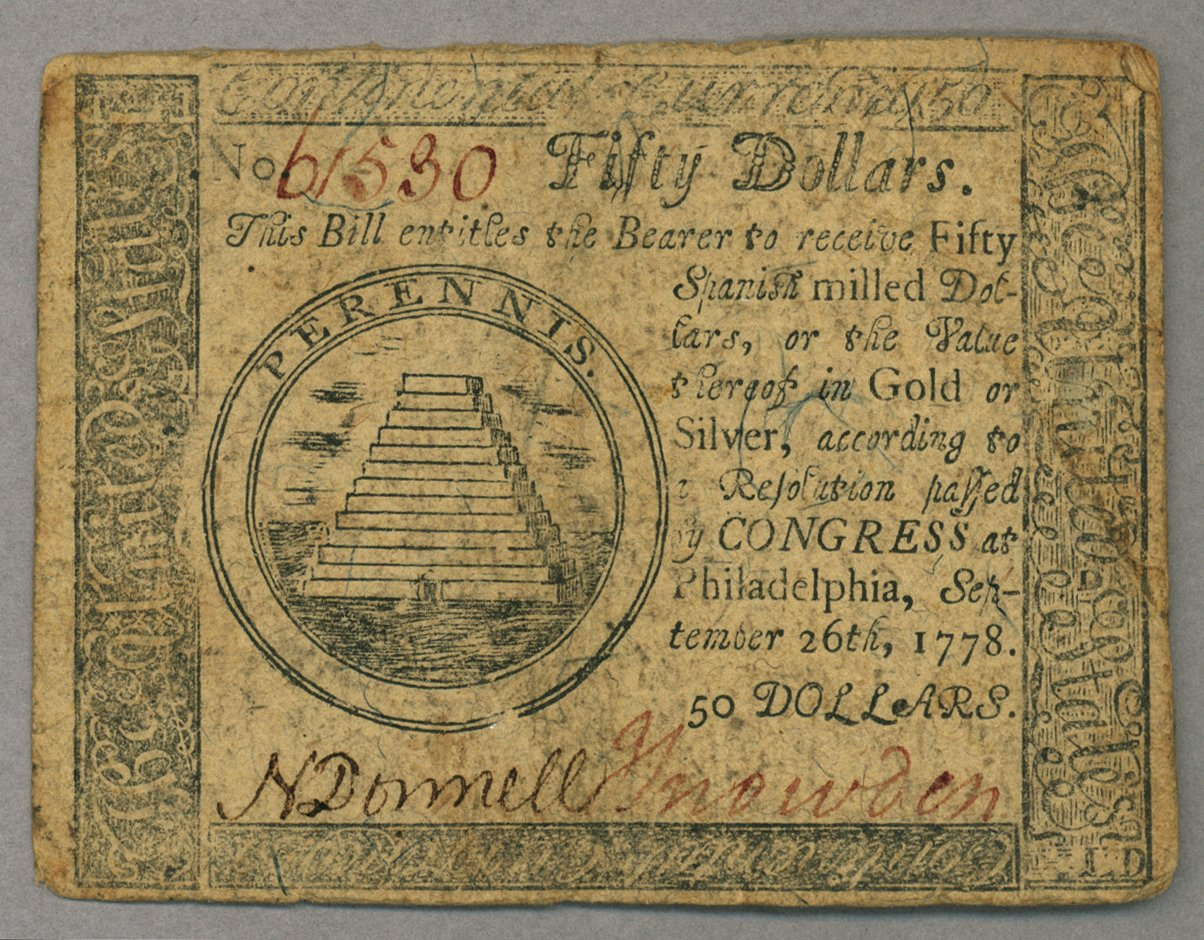
صمم فرانسيس هوبكنسون هذه الورقة النقدية القارية بقيمة 50 دولارًا (من العام 1778). تصميم الهرم غير المكتمل كان تمهيدًا للجانب العكسي من ختم الولايات المتحدة العظيم.

إبان اندلاع حرب الاستقلال الأمريكية عام 1775، بدأ الكونغرس القاري إصدار النقود الورقية المعروفة باسم العملة القارية، أو كونتيننتال. احتُسبت العملة القارية بالدولار بدءًا من 1/6$ حتى 80$ متضمنةً العديد من الفئات بين العتبتين. وخلال الثورة، أصدر الكونغرس ما قيمته 241,552,780$  بالعملة القارية. وبحلول نهاية عام 1778، لم تحتفظ هذه العملة القارية سوى بنحو 1/5 إلى 1/7 من قيمتها الاسمية الأصلية. وبحلول عام 1780، كانت فواتير العملات القارية -أو كونتيننتال- تعادل 1/40 فقط من قيمتها الاسمية. حاول الكونغرس تحسين العملة من خلال سحب العملات الورقية القديمة من التداول وإصدار عملات جديدة دون أي نجاح يذكر. بحلول مايو 1781، أصبحت عملة كونتيننتال عديمة القيمة لدرجة توقف التداول بها كأموال. أشار بنجامين فرانكلين أن انخفاض قيمة العملة كان في الواقع بمثابة ضريبة لدفع ثمن الحرب. في تسعينيات القرن الثامن عشر، وبعد التصديق على دستور الولايات المتحدة، أمكن مقايضة العملات القارية بسندات الخزينة الأمريكية مقابل 1% من قيمتها الاسمية.
عين الكونغرس روبرت موريس مراقبًا للشؤون المالية في الولايات المتحدة عقب انهيار العملة القارية. في عام 1782، دعا موريس إلى إنشاء أول مؤسسة مالية معتمدة من قِبَل الولايات المتحدة. تم تمويل بنك أمريكا الشمالية جزئيًا بواسطة عملة السبائك المُقرضة من قِبل فرنسا. ساعد موريس في تمويل المراحل الأخيرة من الحرب بإصدار كمبيالات باسمه مدعومةً بأمواله الخاصة.[بحاجة لمصدر] أصدر مصرف أمريكا الشمالية أيضًا أوراقًا قابلة للتحويل إلى ذهب أو فضة. في 6 يوليو 1785، أجاز الكونغرس القاري للولايات المتحدة بإصدار عملة جديدة هي الدولار الأمريكي.
بيد أن التضخم الجامح وانهيار العملة القارية قد دفع الوفود المشاركة في الاجتماع الدستوري في فيلادلفيا في عام 1787 إلى تضمين بند الذهب والفضة في دستور الولايات المتحدة الذي يمنع فرادى الولايات من إصدار فواتير الائتمان الخاصة بها. تنص المادة الأولى على أن الولايات يُحظر عليها «استخدام أي شيء عدا عملة الذهب والفضة كعملة قانونية لسداد الديون». يلجأ البعض لهذا البند ليجادلوا بأن النقود الورقية الفيدرالية ليست دستورية، بيد أن عدد ضئيل جدًا من الباحثين الدستوريين يؤيدون هذا الموقف.
أنشأ الكونغرس  دار السك الأمريكية بعد إقرار قانون سك العملة لعام 1792. تم تكليفها في المقام الأول بإنتاج وتعميم العملة. أول مبنى لدار السك كان في فيلادلفيا ثم عاصمة الولايات المتحدة. كانت دار السك قد وُضعت أصلًا ضمن وزارة الخارجية حتى صدور قانون سك العملة لعام 1873 لتصبح جزءًا من وزارة الخزانة (في عام 1981 وُضعت تحت رعاية أمين الخزانة في الولايات المتحدة). امتلكت دار السك سلطة تحويل أي فلز نفيس إلى عملة قياسية لحساب أي شخص دون أي رسوم لسك العملة عدا تكاليف التكرير.[بحاجة لمصدر]

## التاريخ المبكر

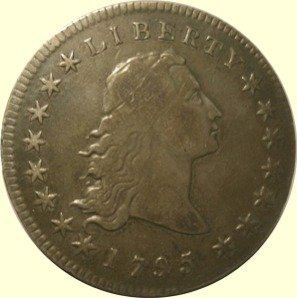
دولار الشعر المتدفق من العام 1795

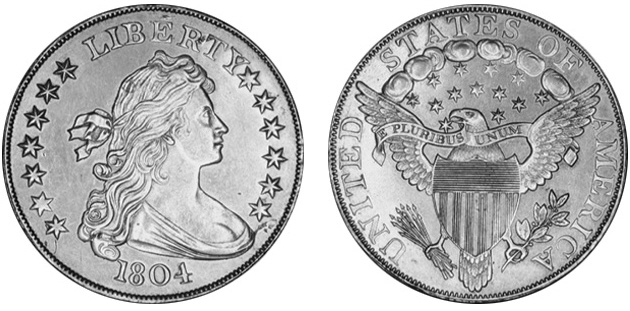
دولار فضي من العام 1804

بعد إحداث الدولار الأمريكي، حيّدت الإدارة الأمريكية الوليدة للرئيس جورج واشنطن اهتمامها نحو القضايا النقدية من جديد في أوائل تسعينيات القرن الثامن عشر تحت قيادة ألكسندر هاميلتون، وزير الخزانة آنذاك. تصرف الكونغرس بناءً على توصيات هاميلتون مع صدور قانون سك العملة لعام 1792 الذي حدد الدولار كالوحدة الحسابية الأساسية للولايات المتحدة. إن كلمة دولار مشتقة من كلمة من اللغة «الألمانية الدنيا» مشابهة لكلمة تالر الألمانية العليا. كانت عملة البيزو الإسباني العملة الأكثر شيوعًا والأسهل توفرًا، استخدمها عامة الأمريكيين آنذاك، عُرفت أيضًا أيضًا باسم «الدولار الإسباني المضروب» الذي كان يُثمن لمحتواه العالي من الفضة.
في أوائل القرن التاسع عشر، ارتفعت القيمة الجوهرية للعملات الذهبية مقارنة بمكافئاتها الاسمية من العملات الفضية، ما أدى إلى سحب جميع العملات الذهبية تقريبًا من التبادل التجاري وصهرها بشكل سري. وكنتيجة لذلك، تغيرت نسبة الفضة إلى الذهب في قانون سك العملة لعام 1834 من 15:1 إلى 16:1 عبر خفض وزن العملة الذهبية للبلاد. ولقد أدى هذا إلى خلق دولار أميركي جديد مدعوم بـ 1.50 غرام من الذهب (23.22 حبة). بيد أن الدولار السابق كان مدعومًا بـ 1.60 غرام من الذهب (24.75 حبة). وكانت نتيجة تحديد القيمة الجديدة هذه -أول تخفيض لقيمة الدولار الأمريكي- أن انخفضت قيمة الدولار المقدرة بالذهب بنسبة 6%. وعلاوة على ذلك، استُخدمت العملات الذهبية والفضية على حد سواء في التجارة لفترة من الزمن.
في عام 1853، خُفضت أوزان العملات الفضية الأمريكية (باستثناء عملة الدولار بحد ذاتها، التي نادرًا ما كان تُستخدم). لعب هذا الأمر دورًا فعالًا بوضع البلاد (وإن لم يكن رسميًا) على سكة نظام الغطاء الذهبي. كان استبقاء وزن عملة الدولار أشبه بإيماءة موافقة لنظام المعدنين رغم دوره بتعزيز التبادل التجاري للدولار الفضي. استُخدمت العملات المعدنية الأجنبية، بما فيها الدولار الإسباني، على نطاق واسع كعملة قانونية حتى عام 1857.
مع سن القانون المصرفي الوطني لعام 1863 -خلال الحرب الأهلية الأمريكية- ونسخه اللاحقة التي فرضت ضرائب على سندات الولايات وعملتها، أصبح الدولار العملة الوحيدة للولايات المتحدة ومايزال حتى يومنا هذا.
خلال القرن التاسع عشر كان الدولار أقل قبولًا حول العالم من الجنيه الإسترليني. حملت نيللي بلي أوراقًا نقدية خاصة ببنك إنجلترا في رحلتها حول العالم في غضون 72 يومًا في العام 1889-1890؛ وجلبت أيضًا بعض الدولارات، كتبت بلي «لاستخدامها في موانئ مختلفة كاختبار لمعرفة ما إذا كانت الأموال الأمريكية معروفة خارج أمريكا». وفي رحلتها إلى الشرق من نيويورك، لم تر العملة الأمريكية حتى وجدت عملات ذهبية بقيمة 20$ مستخدمة بتجارة الذهب في كولمبو؛ هناك وجدت بلي أن الدولار كان مقبولًا كعملة بخصم 60%.
في عام 1878، سُنَّ قانون بلاند-أليسون لسك عملة من الفضة على نطاق أوسع. تطلب هذا القانون من الحكومة أن تشتري ما بين مليوني دولار و4 ملايين دولار من سبائك الفضة كل شهر بأسعار السوق، وأن تقوم بسكها إلى دولارات فضية. وكان هذا في الواقع مساعدة لمنتجي الفضة ذوي النفوذ السياسي.
أدى اكتشاف رواسب الفضة الكبيرة في غرب الولايات المتحدة في أواخر القرن التاسع عشر إلى نشوء جدل سياسي. نتيجة تدفق الفضة الكبير، انخفضت القيمة الجوهرية للفضة في عملة البلاد بصورة حادة. فمن جهة، وقفت المصالح الزراعية كحزب غرينباك الذي أراد الاحتفاظ بنظام المعدنين من أجل تضخيم الدولار ما سيتيح للمزارعين تسديد ديونهم بسهولة أكبر. ومن جهة أخرى، كانت المصالح المصرفية والتجارية الشرقية التي أيدت العملة الصعبة والتحول إلى الغطاء الذهبي. وقد أدت هذه المسألة إلى انقسام الحزب الديمقراطي في 1896. أدت أيضًا إلى خطاب صليب الذهب الشهير الذي ألقاه ويليام جيننغز بريان ولربما كانت مصدر إلهام للعديد من المواضيع الواردة في كتاب ذا ويزارد أوف أوز (بالإنجليزية: The Wizard of Oz). رغم الجدل القائم، تضاءلت مكانة الفضة تدريجيًا عبر سلسلة من التغييرات التشريعية منذ 1873 حتى 1900 حين اعتُمد نظام الغطاء الذهبي رسميًا. صمد الغطاء الذهبي مع عدة تعديلات حتى عام 1971

## انخفاض قيمة الدولار
وفي ظل نظام بريتون وودز الذي تأسس بعد الحرب العالمية الثانية، تم تحديد قيمة الذهب عند 35 دولاراً للأونصة، وبالتالي تم ربط قيمة الدولار الأميركي بقيمة الذهب. لكن ارتفاع الإنفاق الحكومي في الستينيات أدى إلى شكوك حول قدرة الولايات المتحدة على الحفاظ على هذه القابلية للتحويل، وتضاءلت مخزونات الذهب حيث بدأت البنوك والمستثمرون الدوليون في تحويل الدولارات إلى ذهب، ونتيجة لذلك، بدأت قيمة الدولار في الارتفاع. في الانخفاض. في مواجهة أزمة العملة الناشئة والخطر الوشيك بأن الولايات المتحدة لن تكون قادرة على استبدال الدولار بالذهب، تم إنهاء قابلية تحويل الذهب أخيرًا في عام 1971 من قبل الرئيس نيكسون، مما أدى إلى "صدمة نيكسون".
وبالتالي، لم تعد قيمة الدولار الأمريكي مرتبطة بالذهب، وأصبح على الاحتياطي الفيدرالي الحفاظ على قيمة العملة الأمريكية. ومع ذلك، استمر الاحتياطي الفيدرالي في زيادة المعروض النقدي، مما أدى إلى الركود التضخمي والانخفاض السريع في قيمة الدولار الأمريكي في السبعينيات. وكان هذا يرجع إلى حد كبير إلى وجهة النظر الاقتصادية السائدة في ذلك الوقت التي ربطت بين التضخم والنمو الاقتصادي الحقيقي (منحنى فيليبس)، لذلك كان التضخم يعتبر حميدا نسبيا. بين عامي 1965 و1981، فقد الدولار الأمريكي ثلثي قيمته.